# 比良站 (江若鐵道)
比良站（日语：／ Hira eki */?）是位於滋賀縣滋賀郡志賀町大字北比良（現時：大津市北比良），江若鐵道的鐵路車站（廢站）。

## 歷史
在1926年（大正15年），江若鐵道近江木戶站至雄松站之間開通，此站啟用。當時車站位於滋賀郡小松村。江若鐵道當初計劃沿線車站時，原則上在各町村只設置一座車站。而這些車站是需要靠近各町村的町/村公所。但是跟隨這個原則，近江木戶站（木戶村）至北小松站（小松村）之間8公里路段中便不會設置車站。因此，木戶村、小松村和葛川村部分地區居民於1919年（大正8年）向江若鐵道提出設站的要求。此站就是在這個要求下開設。
在車站啟用以來，此站與江若鐵道蓬萊站（在1941年前名為「比良口站」）都是鄰近比良山地的登山口。在昭和30年代起，以武奈岳為中心，開始於比良山地北部開發觀光設施。在1960年（昭和35年）開設登山電梯，在1963年（昭和38年）開設比良山滑雪場。此站是最接近該滑雪場的車站。在1964年（昭和39年）開設了登山者用專用更衣室。此站與滑雪場之間設有聯絡巴士、登山電梯和索道各種交通工具。而該處也會販賣聯絡車票，車票包含江若鐵道和上述前往滑雪場的車票。
江若鐵道在1969年（昭和44年）10月31日結束營業，車站在翌日11月1日廢除。電梯、索道和滑雪場還繼續營業。在2004年（平成16年），全部業務被廢除。

### 年表
- 1926年（大正15年）8月11日：江若鐵道近江木戶至雄松之間開通，此站啟用。當時車站位於滋賀郡小松村[3][10]。
- 1969年（昭和44年）11月1日：車站被廢除[9]。

## 車站構造
比良站內設有客運和貨運業務（一般車站）。此站設有列車交會設備。站內設有1面2線的島式月台和1條貨物側線。

## 使用狀況
以下為開業起數年之間的一年上下車人次和貨物起卸量：
| 一年客量和貨物起卸量： | 一年客量和貨物起卸量： | 一年客量和貨物起卸量： | 一年客量和貨物起卸量： | 一年客量和貨物起卸量： | 一年客量和貨物起卸量： |
| 年                     | 旅客                   | 旅客                   | 貨物                   | 貨物                   | 參考資料               |
| 年                     | 乘車                   | 下車                   | 發送                   | 到達                   | 參考資料               |
| ---------------------- | ---------------------- | ---------------------- | ---------------------- | ---------------------- | ---------------------- |
| 1931年                 | 17,394人               | 17,554人               | 178公噸                | 274公噸                | [ 14 ]                 |
| 1934年                 | 17,214人               | 17,655人               | 103公噸                | 267公噸                | [ 15 ]                 |
| 1935年                 | 18,192人               | 18,572人               | 100公噸                | 261公噸                | [ 16 ]                 |
| 1936年                 | 20,772人               | 21,134人               | 99公噸                 | 278公噸                | [ 17 ]                 |

## 車站周邊
在車站廢除後，湖西線在此站遺址的北邊設置了比良站。從和邇站至此站的路軌遺址變成為湖西線的用地。現時已經看不到此站與路軌任何痕跡。從此站至近江舞子站之間，江若鐵道的走線與湖西線相異，江若鐵道會沿琵琶湖邊行走（路軌遺址變成縣道307號），而湖西線則靠山一邊前往前往近江舞子站。

## 相鄰車站
江若鐵道
江若鐵道線
近江木戶－（臨）青柳濱－比良－近江舞子南口

## 注腳
1. 1 2 3 4 5  江若鉄道の思い出，第72頁.
2. ↑  ありし日の江若鉄道，第14頁.
3. 1 2  「地方鉄道運輸開始」《官報》1926年8月14日（國立國會圖書館數碼化資料）
4. 1 2 3  田中, 宇田 & 西藤 1998，第395–396頁.
5. 1 2 3 4  江若鉄道の思い出，第73頁.
6. ↑  志賀町誌編集委員会 2002，第381頁.
7. ↑  江若鉄道の思い出，第75頁.
8. ↑  江若鉄道の思い出，第124頁.
9. 1 2  今尾 2008，第31–32頁.
10. 1 2 3  寺田 2010，第10頁.
11. ↑  竹内 1967.
12. 1 2  寺田 2010，第15頁.
13. ↑  レイル，第80頁.
14. ↑  《滋賀縣統計全書》昭和6年版（國立國會圖書館數碼化資料）
15. ↑  《滋賀縣統計全書》昭和9年版（國立國會圖書館數碼化資料）
16. ↑  《滋賀縣統計全書》昭和10年版（國立國會圖書館數碼化資料）
17. ↑  《滋賀縣統計全書》昭和11年版（國立國會圖書館數碼化資料）
18. ↑  寺田 2010，第25頁.
19. 1 2  吉田 1998，第190頁.

## 相關項目
- 日本鐵路車站列表 Hi

## 外部連結
- 大津的舊照片 （页面存档备份，存于）（日語） - 大津市歷史博物館（日语：大津市歴史博物館）內的影像資料庫。當中上載了志賀町公所所拍攝此站的照片。